# マーチャーシュ聖堂

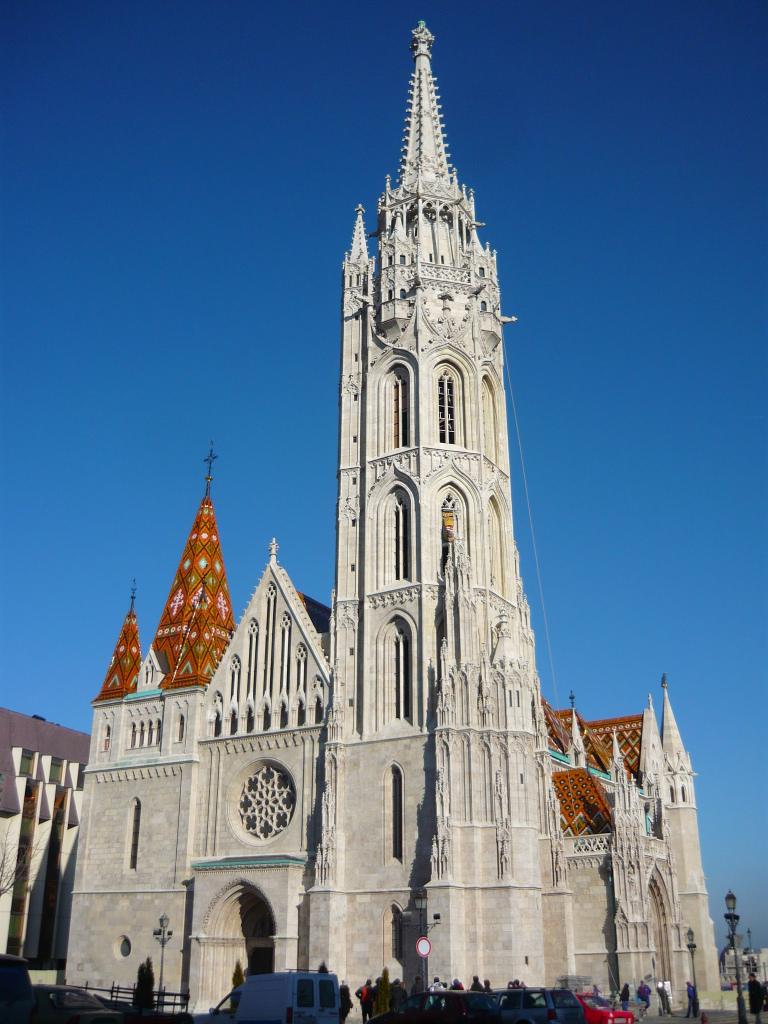
マーチャーシュ聖堂と三位一体の像

マーチャーシュ聖堂（マーチャーシュせいどう、ハンガリー語: Mátyás-templom）は、ハンガリーの首都ブダペスト、ブダ城地区の中心にある教会である。正式名称は「聖母マリア聖堂」。教会の伝承によると、元々は1015年に建造されたとある。
今日ある建造物は、14世紀後半に華麗な後期ゴシック様式で建造されたものであり、19世紀後半に広範囲にわたって修復された。旧ブダ地区では、2番目に大きな教会であった。

## 概要

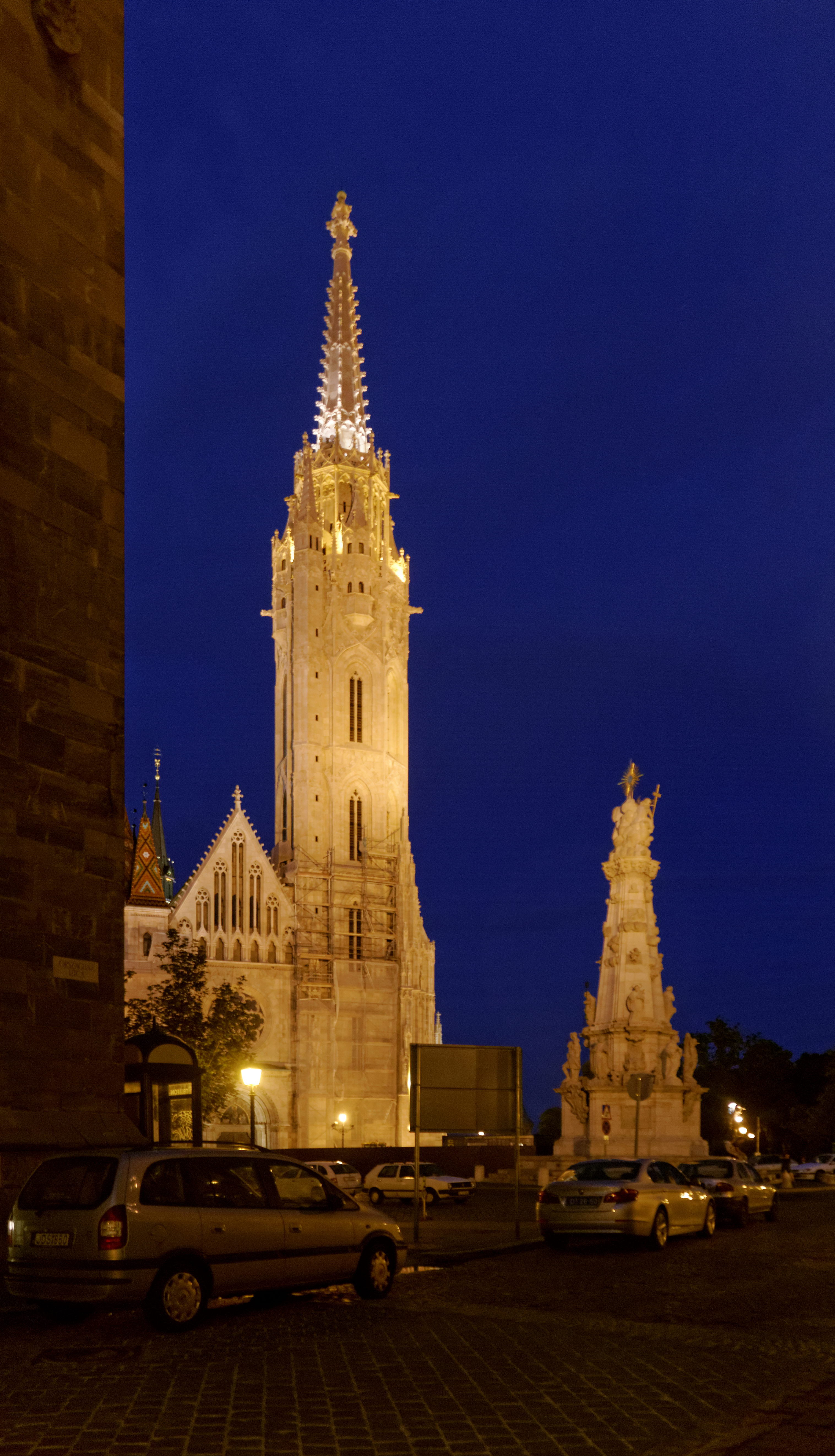
2013

13世紀半ば、ベーラ4世によってゴシック様式の教会として建てられた。ブダ城内に建てられた際に「聖母マリア聖堂」と名付けられたが、後の1479年に南の塔の建造を含む増築を命じたマーチャーシュ1世の名で今日まで広く呼ばれるようになった。
700年という教会の歴史の中で、聖堂はブダの豊かさ（あるいは、ハンガリー人にとって拠り所）の、そしてしばしば悲劇の歴史の象徴を担ってきた。
ハプスブルク家最後の皇帝カール1世を含め、ほぼ歴代のハンガリー国王の戴冠式がここで行なわれただけでなく、マーチャーシュ1世の2度の結婚式もこの聖堂で行われた。
1541年から145年に及んだオスマン帝国による支配は、聖堂にとって暗黒期であった。オスマン帝国は1526年、モハーチの戦いでハンガリー王国を破り、その大半を占領する。オスマン帝国からの略奪を恐れ、大多数の聖堂の宝物がブラチスラヴァ（スロバキアの首都。当時はハンガリー王国の支配下にあり、1536年から1784年までハンガリー王国の首都であった）に移された。そして1541年にオスマン帝国はブダを占領し、以降聖堂はブダの主要なモスクとなった。聖堂はモスクにされただけでなく、更に追い打ちをかけるように、内部の壁に描かれていた豪華なフレスコ画は白く塗りつぶされ、残っていた備品は持ち去られてしまった。
ヤン3世率いるポーランド・リトアニア共和国とハプスブルク帝国の反トルコ神聖同盟によるブダの包囲が続く、1686年（大トルコ戦争：en）参照のこと）。聖堂の壁が同盟側の大砲によって破壊された際に、古い奉納されたマリア像が壁の奥に隠されていたことがわかった。その時中で祈祷中だったオスマン帝国のイスラム教徒の前にこのマリア像が現れたので、彼らブダ駐屯軍の士気は崩れ、この日ブダは陥落しオスマン帝国の支配が終わった、という。このことから、マーチャーシュ聖堂は「聖母マリアの奇跡があった場所」とも呼ばれている。
1686年のオスマン帝国の駆逐のあと、モスクと化した聖堂をバロック様式に復旧しようと試みるものの、大部分が不十分であったことが、歴史的な調査で解っている。19世紀末になってようやく、本来の壮麗な姿を取り戻そうという動きが起こった。建築家のシュレク・フリジェシュ（en、ハンガリー人の慣例に従って姓名で表記）に修復作業は任された。
聖堂は本来の13世紀の設計図通りに修復されただけでなく、建てられた当初のゴシック様式の大半を取り戻した。また、シュレクはハンガリーの代表的な窯元の一つであるジョルナイ製のダイヤモンド模様の瓦屋根や、ガーゴイルの樋嘴を乗せた尖塔など、新たに彼独自の要素を加え、修復作業が終わった時には大論争を呼んだ。しかしながら、今日では、ブダペストで一番の目玉であり個性的な観光名所の一つとして数えられている。
第二次世界大戦においてかなりの損傷をうけたが、1960年代に修復された。

## ギャラリー

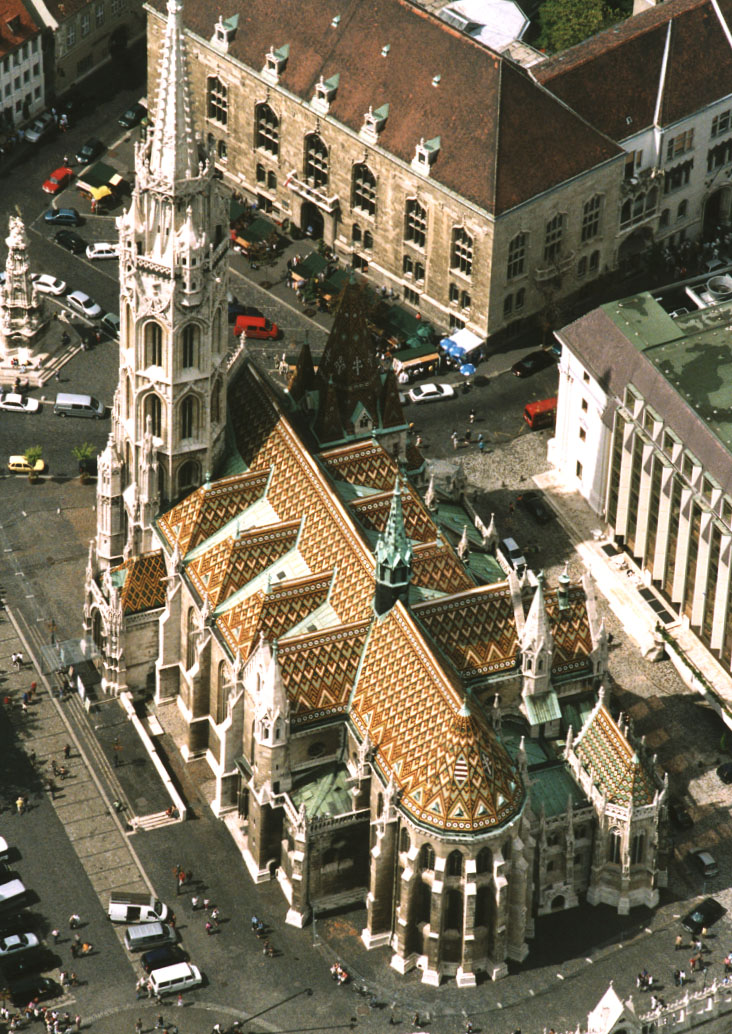
航空写真
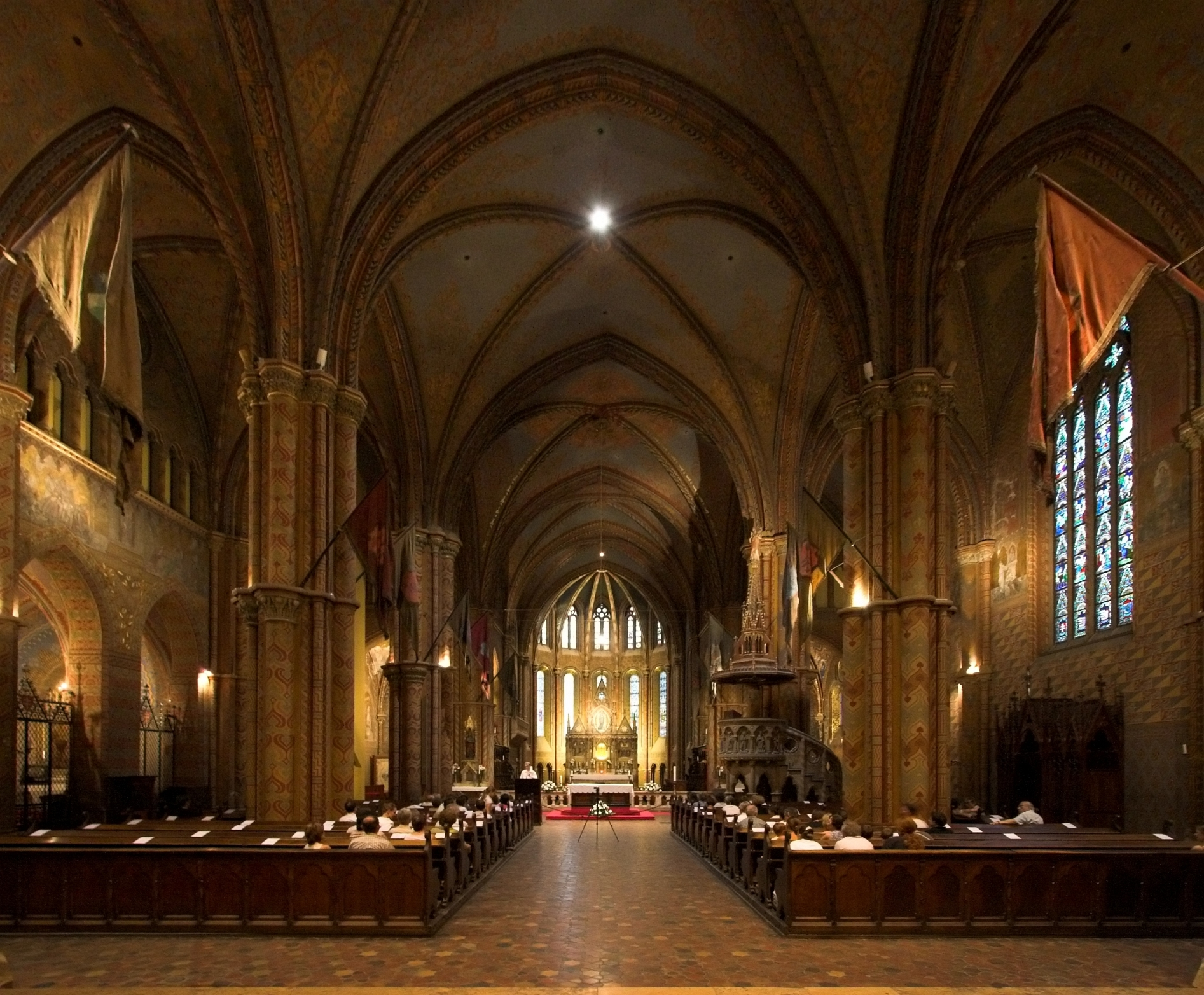
聖堂内部
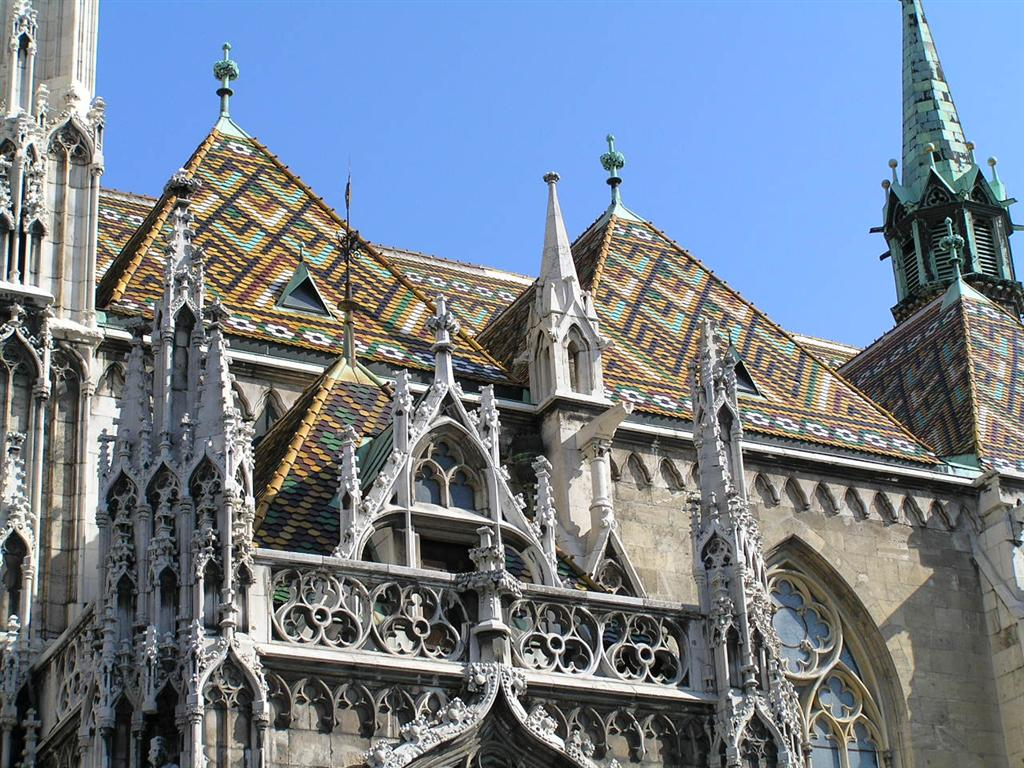
ジョルナイ製のダイアモンド模様の屋根瓦
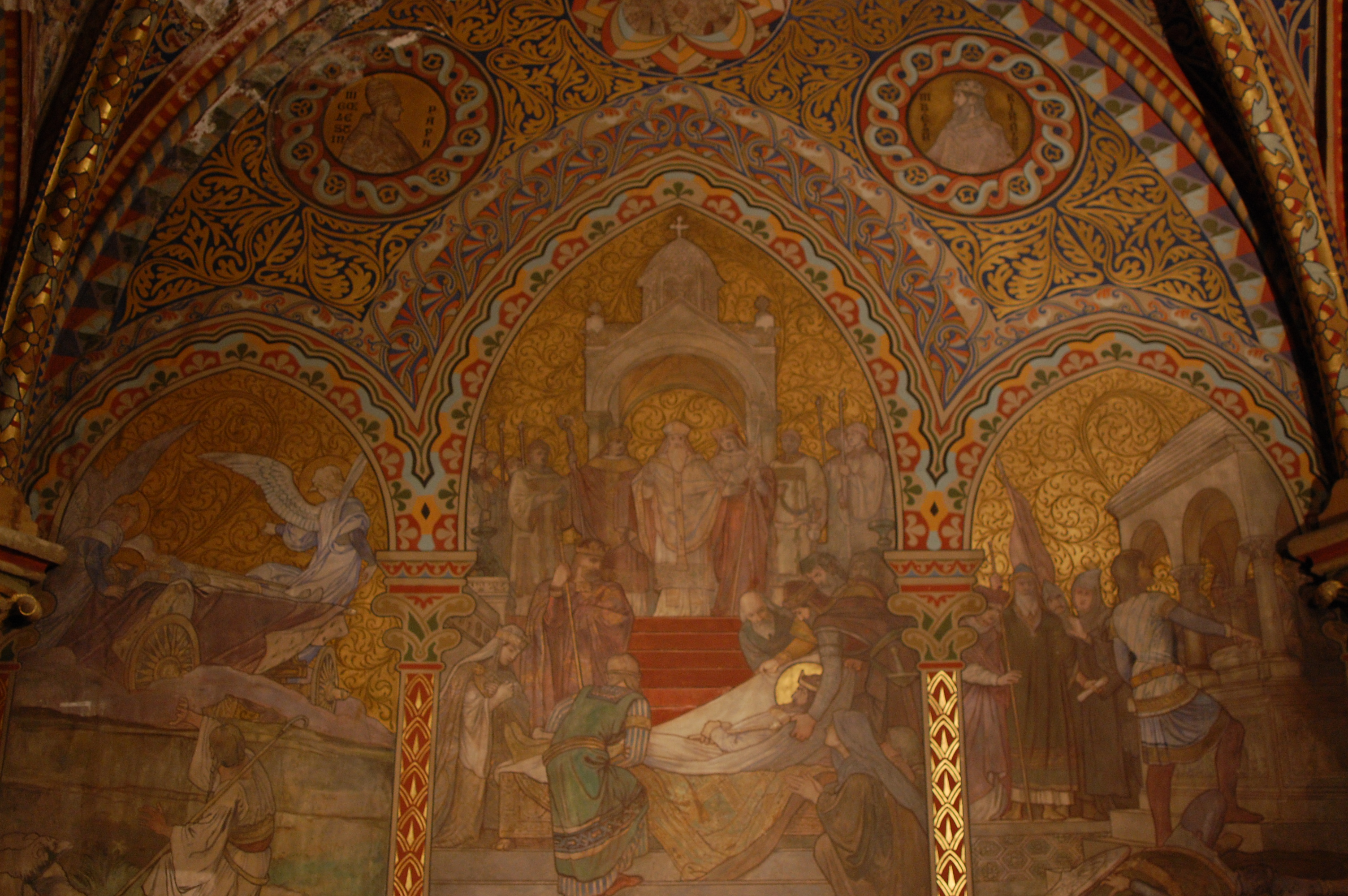
内部の壁画
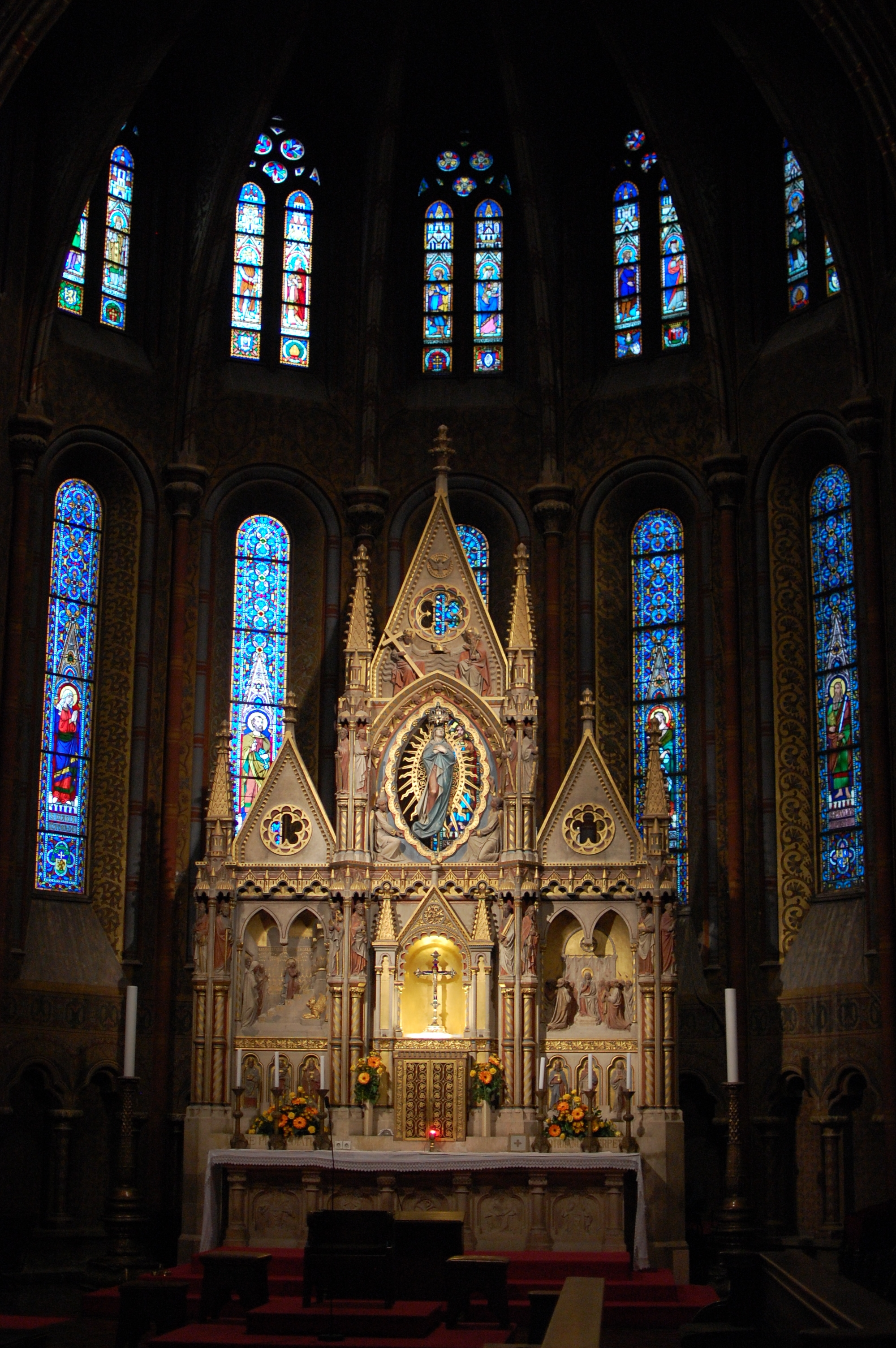
主祭壇
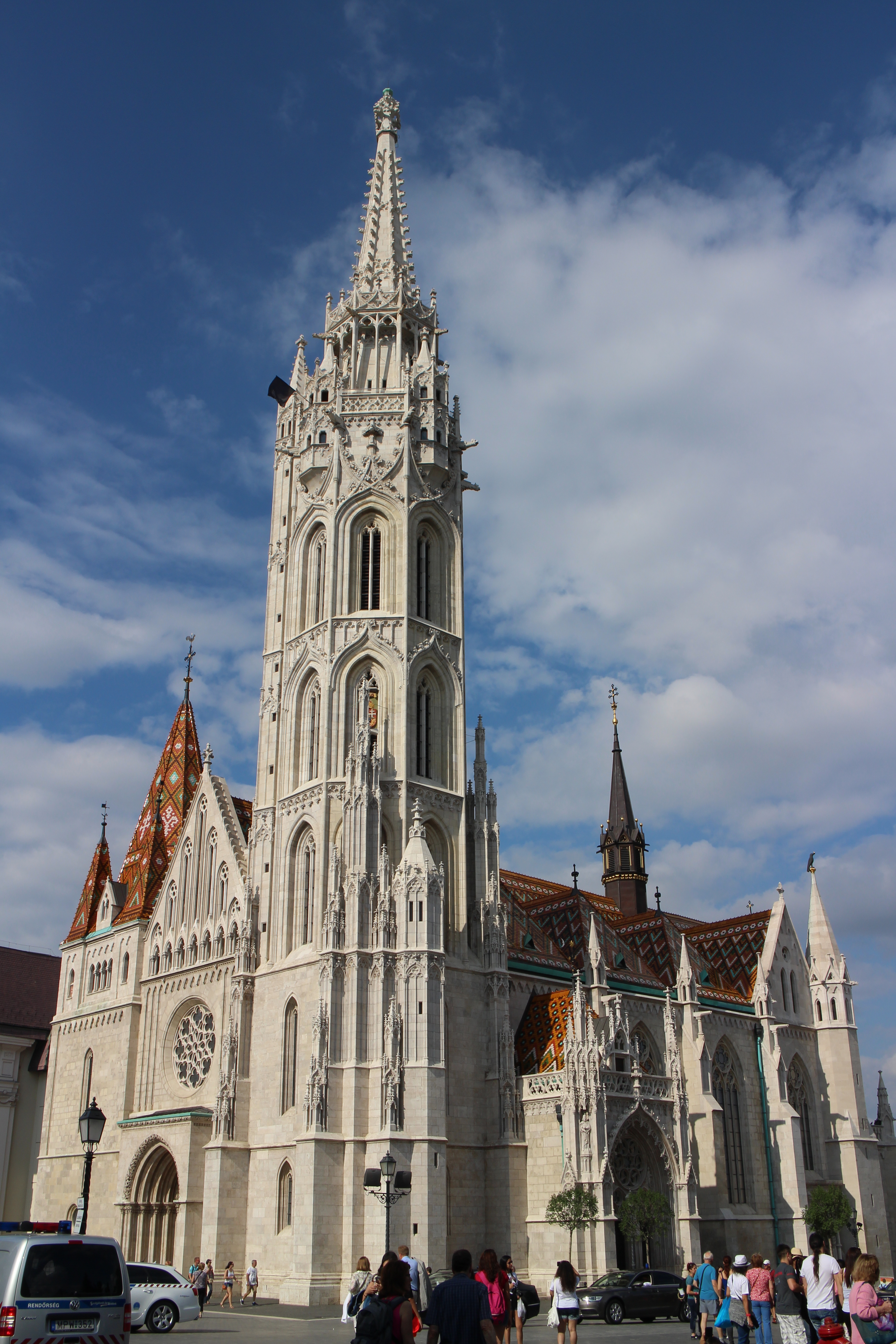
聖堂の外観
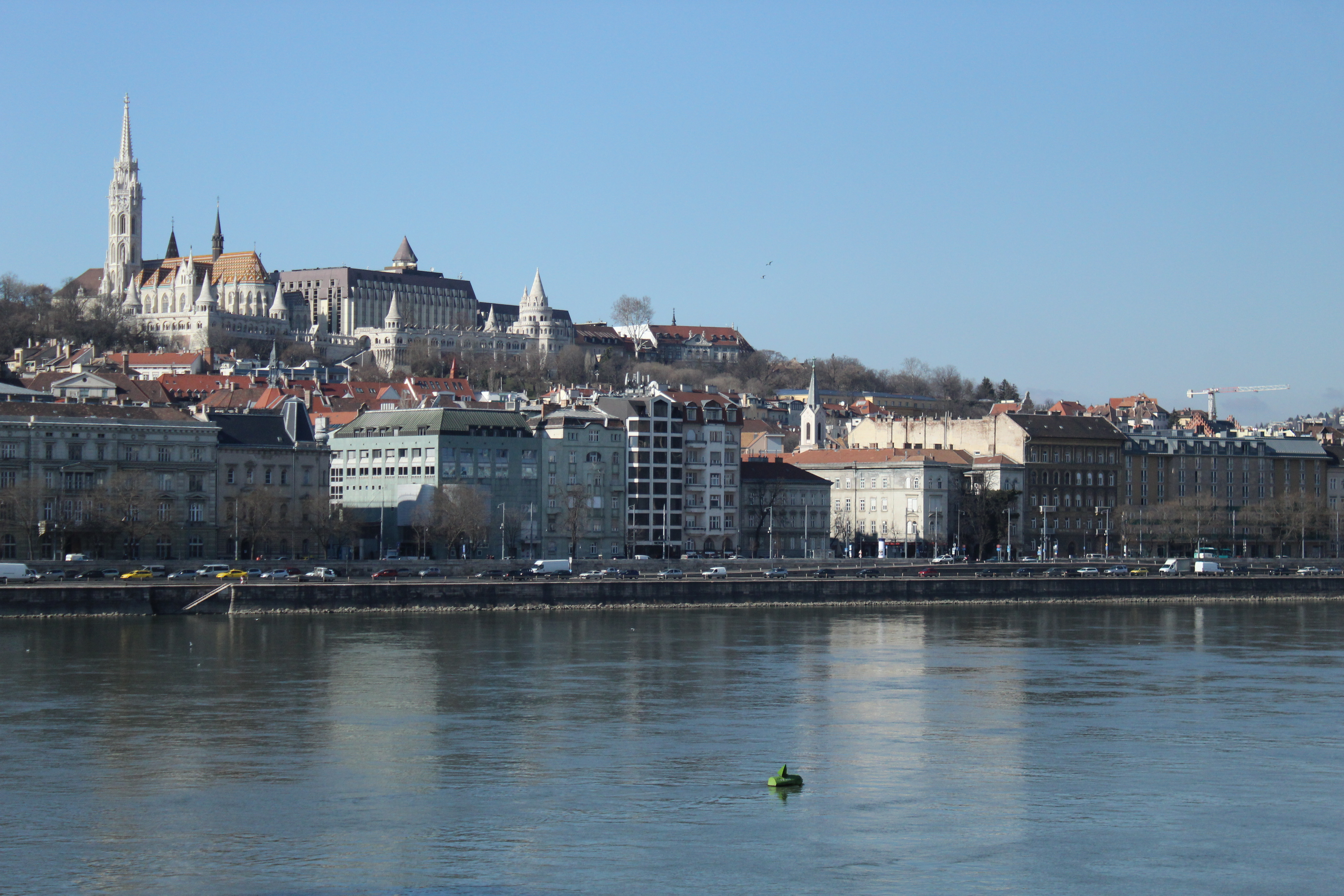
マシュー教会の美しい景色